# Stelios Manolas
Stylianos "Stelios" Manolas (en griego: Στέλιος Μανωλάς; n. Naxos, 13 de julio de 1961) es un exfutbolista y actual entrenador de fútbol griego del AEK Atenas FC.
El 2 de enero de 1980, firmó su primer contrato profesional con el club. Hizo su debut poco después, el 3 de febrero de 1980, en un empate 1-1 contra el Kastoria y, a partir de la temporada siguiente, se convirtió en un habitual en la defensa de los amarillos-negros hasta 1998, cuando se retiró.

## Selección nacional
Jugó un total de 71 partidos con la selección de fútbol de Grecia y anotó seis goles. Fue convocado por primera vez para disputar la Eurocopa 1980 en Italia, aunque finalmente no jugó ningún partido, quedando con su selección eliminado en la fase de grupos. Dos años después hizo su debut, el 20 de enero de 1982, en un encuentro amistoso contra Portugal que finalizó con un marcador de 1-2 a favor del combinado portugués tras los goles de Nikos Anastopoulos por parte de Grecia, y de Oliveira por partida doble para Portugal. También llegó a disputar un encuentro de la Copa Mundial de Fútbol de 1994 tras ser convocado por Alketas Panagoulias. Jugó el partido contra Argentina, finalizando el encuentro por 4-0 a favor del combinado argentino, siendo este partido el último que jugó Manolas como internacional.

### Participaciones en Eurocopas
| Eurocopa      | Sede   | Resultado      | Partidos | Goles |
| ------------- | ------ | -------------- | -------- | ----- |
| Eurocopa 1980 | Italia | Fase de grupos | 0        | 0     |

### Participaciones en Copas del Mundo
| Mundial                        | Sede           | Resultado      | Partidos | Goles |
| ------------------------------ | -------------- | -------------- | -------- | ----- |
| Copa Mundial de Fútbol de 1994 | Estados Unidos | Fase de grupos | 1        | 0     |

## Clubes

### Como futbolista
| Club          | País   | Año         | Partidos | Goles |
| ------------- | ------ | ----------- | -------- | ----- |
| AEK Atenas FC | Grecia | 1980 - 1998 | 447      | 34    |

### Como entrenador
| Club          | País   | Año         |
| ------------- | ------ | ----------- |
| Niki Volos FC | Grecia | 2012 - 2013 |
| AEK Atenas FC | Grecia | 2015        |
| AEK Atenas FC | Grecia | 2016 -      |

## Palmarés
- Alpha Ethniki (4): 1989, 1992, 1993, 1994
- Copa de Grecia (3): 1983, 1996, 1997
- Supercopa de Grecia (2): 1989, 1996
- Copa de la Liga de Grecia (1): 1990